# Vladimír Pokorný
Vladimír Pokorný (30 ottobre 1980) è un calciatore ceco, centrocampista del FC Hradec Králové.

## Carriera
Ha giocato nella prima divisione ceca.

## Palmarès

### Club

#### Competizioni nazionali
- Campionato ceco: 1

Sparta Praga: 2002-2003